# Chlumetia corticea
Chlumetia corticea là một loài bướm đêm trong họ Noctuidae.